# Hekwerk Barcelonaplein
Het Hekwerk Barcelonaplein of Toegangspoort Barcelonaplein in Amsterdam is de alternatieve naam voor een titelloos kunstwerk van Narcisse Tordoir. 
Het kunstwerk is opgesteld of hangt aan een cirkelvormige appartementencomplex ontworpen door architect Bruno Albert, bekend onder de naam Albertcomplex of Barcelona. De cirkel wordt aan de Levantkade onderbroken door een relatief grote opening die toegang geeft tot het Barcelonaplein dat dient als hofje. Tordoir kwam hier met een acht bouwlagen hoog hekwerk annex toegangspoort, die in tegenstelling tot de toegepaste bouwmethode met veel baksteen, bestaat uit een doorzichtig raamwerk. Het roosterwerk daarvan bestaat uit ramen van 3,30 bij 3,30 meter. In elk van de vierkanten bevindt zich een figuratieve voorstelling van bloemen tot en-profiel portretten, alles uitgevoerd in ragfijn staalwerk. Terugkerend motief in alle vierkanten zijn de samengebonden gordijnen, waardoor de indruk gewekt wordt dat je ergens naar binnen kijkt. Het totaal gaat mee met de ronding van het woonblok. Vier vierkanten vormen een kleine poort in het totaal; de poort kan niet open of dicht gemaakt worden; ze is gefixeerd in de open stand. 
De combinatie van een bot en een sleutelgat moet als erotische symboliek gezien worden, was de mening. Opschudding veroorzaakte dit niet, wel een figuur, die zijn tong uitsteekt. Tordoir lichtte dat toe als zijnde een weergave van de “normale mensen” (in tegenstelling tot nobele mensen) die in sociale woningbouw wonen; die opmerking werd hem niet in dank afgenomen.  
Vijf jaar later maakte Tordoir het Hekwerk Hudsonhof.

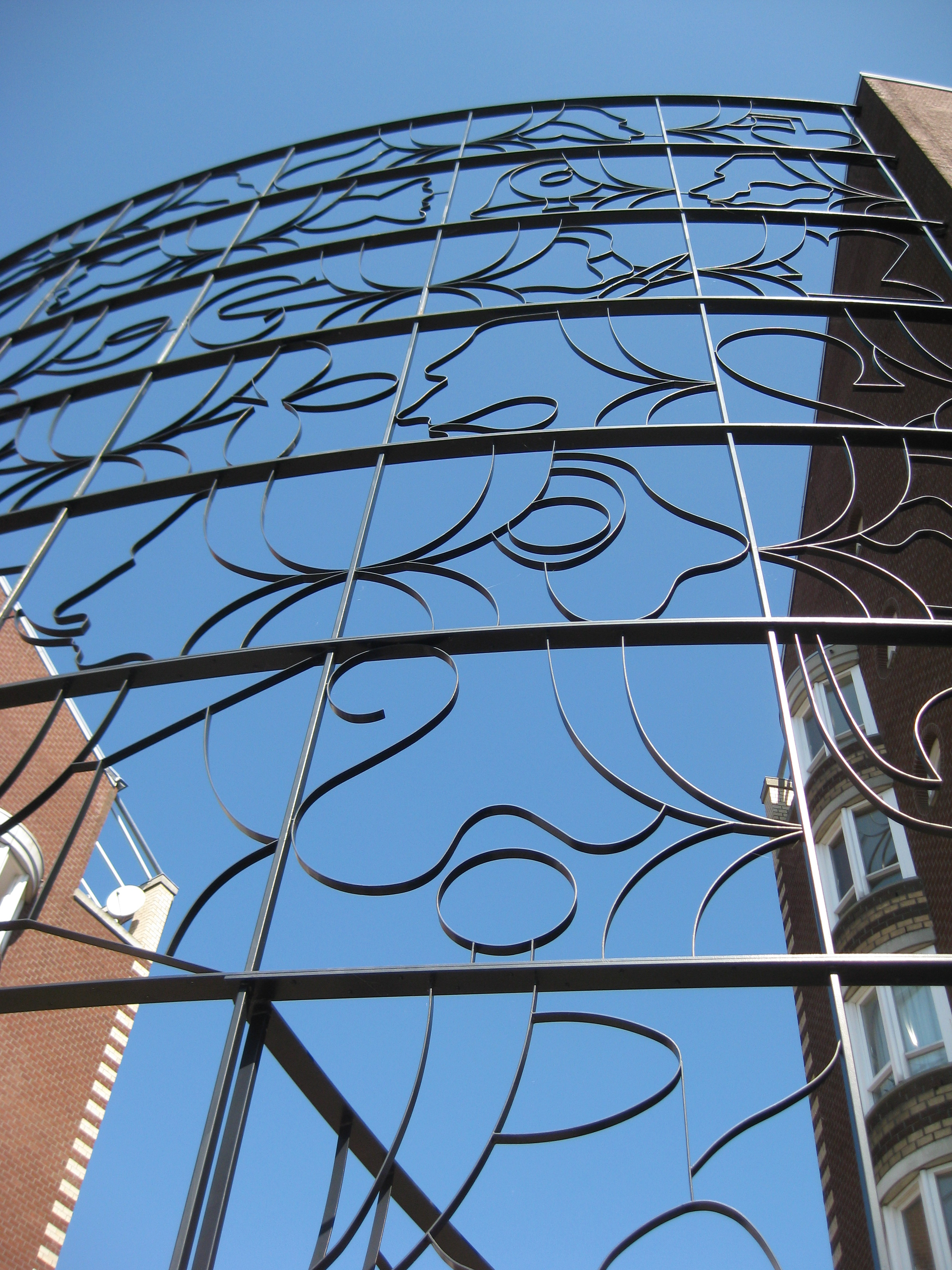
Detail van het kunstwerk